# Musgu jezik
Musgu jezik (mousgou, mousgoum, mousgoun, munjuk, musgum, musuk, muzuk; ISO 639-3: mug), jedan od 78 jezika skupine biu-mandara, čadska porodica, kojim govori oko 85 900ljudi, poglavito u Kamerunu 61 500(1982 SIL) i 24 400 u Čadu (1993 popis), između rijeka Chari i Logone. Ima više dijalekata koji se govore, mpus (pus, pouss, mousgoum de pouss), beege (jafga), vulum (vlum, mulwi; uglavnom u Čadu), ngilemong, luggoy, maniling (mani-iling), muzuk (mousgoum de guirvidig).
Pripadnici etničke grupe sebe nazivaju Mulwi. Ne smije se brkati s jezikom muskim[mje]. Pismo: latinica.

## Vanjske poveznice
- Ethnologue (14th)
- Ethnologue (15th)